# 双塔寺街
双塔寺街，是山西省太原市的一条主要交通干道。
双塔寺街是一条东西走向的道路，东起建设南路，西至并州北路，沿线有山西日报社、山西省人民医院等。交通公交路线有21路、801路、808路。
2018年，双塔寺街在并州北路附近架设一座双向四车道钢箱梁结构高架桥，以缓解山西省人民医院带来的交通压力